# Csatári József (birkózó)
Csatári József (Budapest, 1943. december 17. – Budapest, 2021. január 30.) kétszeres olimpiai bronzérmes, kétszeres világ- és Európa-bajnoki ezüstérmes, tizenkilencszeres magyar bajnok birkózó.

## Pályafutása
1959-ben kezdett el birkózni a Kinizsi Húsos csapatában, mellette a Közvágóhídon dolgozott. 1963-ban hívták meg először a magyar válogatottba. 1965-ben a Budapest Honvédban folytatta pályafutását. Az 1968-as mexikóvárosi és az 1972-es müncheni olimpián is bronzérmet szerzett. Az aktív sportolástól 1975-ben vonult vissza.

## Díjai, elismerései
- Magyar Népköztársasági sportérdemérem ezüst fokozata (1968, 1972, 1977)[5][6][7]
- Az év magyar birkózója (1973)